# Mimusops affinis
Mimusops affinis är en tvåhjärtbladig växtart som beskrevs av De Wild. Mimusops affinis ingår i släktet Mimusops och familjen Sapotaceae. Inga underarter finns listade i Catalogue of Life.